# Альсина, Валентин
Валентин Альсина (исп. Valentín Alsina; 16 декабря 1802, Буэнос-Айрес — 6 сентября 1869, Буэнос-Айрес) — аргентинский писатель, юрист и политик-унитарианец, дважды губернатор провинции Буэнос-Айрес (1852 и 1858—1859). Отец вице-президента Аргентины Адольфо Альсины.

## Биография
Родился в Буэнос-Айресе 16 декабря 1802 года. Сын каталонца Хуана де Альсины Газы и Марии Пасторы Руано Галлен. Он начал изучать юриспруденцию в Кордове под руководством декана Фунеса.
Во время правления президента Аргентины Бернардино Ривадавии Валентин Альсина занимал должность заместителя министра иностранных дел, начав тем самым свою политическую деятельность. Затем, когда к власти пришел Висенте Лопес-и-Планес, он занял пост председателя Палаты правосудия. В этот период ему было поручено разработать Сельский кодекс, а также опубликовать договоры о суверенитете Аргентины над Мальвинскими островами и свободном судоходстве по Рио-де-ла-Плата.

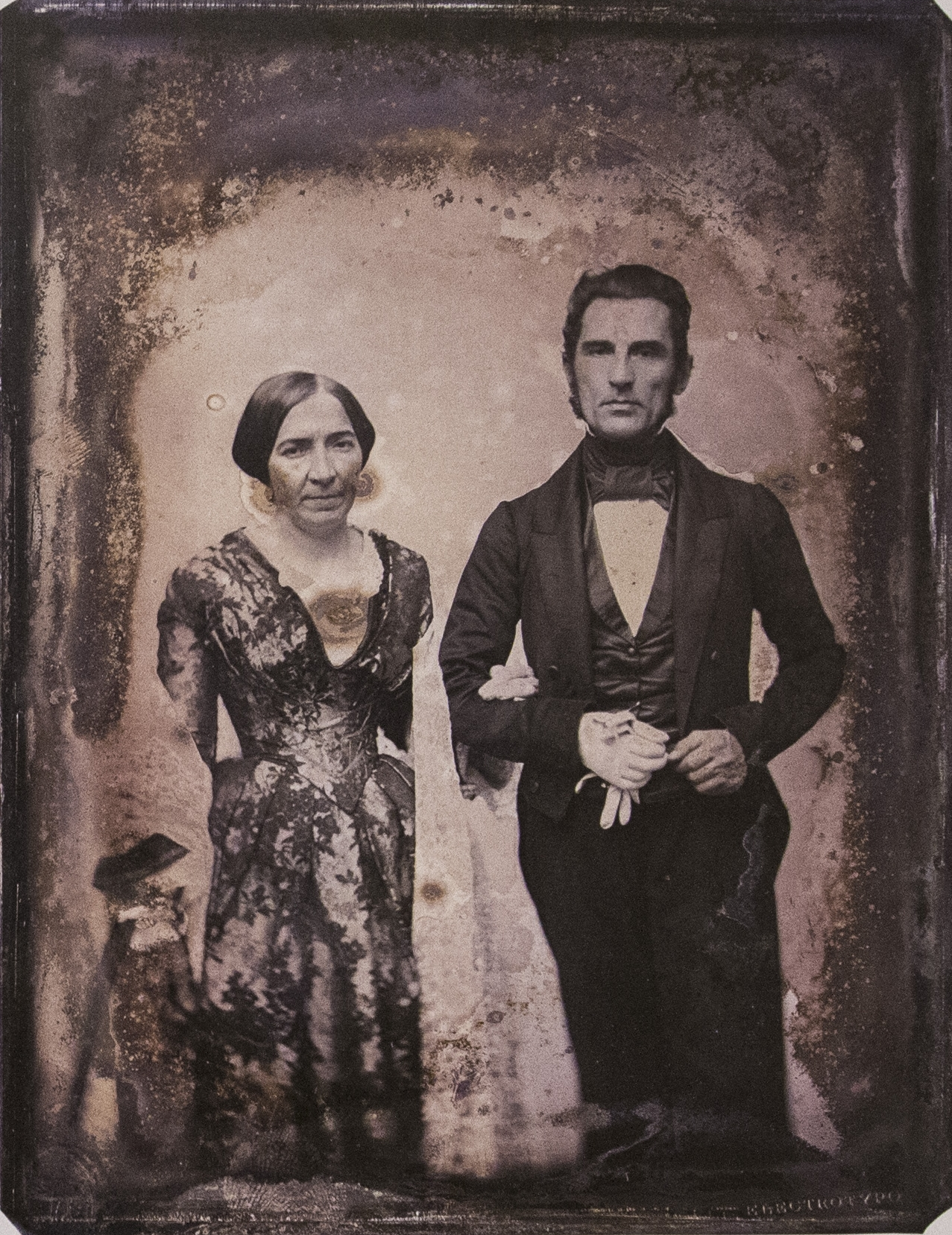
Валентин Альсина и его жена Антония Маса, 1854 год

22 мая 1827 года Валентин Альсина женился на Антонии Масе Фернандес Пуэльма (1803—1867), дочери аргентинского политика Мануэля Висенте Масы (1779—1839), от брака с которой в 1829 году у него родился сын Адольфо Альсина.
Когда в конце 1829 года к власти в провинции Буэнос-Айрес пришел Хуан Мануэль де Росас, он перешел в оппозицию и благодаря защите своего тестя Мануэля Висенте Масы выдержал усиливающиеся преследования со стороны правительства. В конце концов его арестовали, и в сентябре 1835 года капитан Энрике Синклер помог ему бежать, после чего он был вынужден эмигрировать в Уругвай вместе со своей семьей. Из Монтевидео он начал кампанию против Росаса в нескольких газетах. В одной из них, Comercio del Plata, он занял должность редактора после смерти Флоренсио Варелы. Он также был одним из основателей и президентом Аргентинской комиссии, которая объединила аргентинских эмигрантов из Монтевидео, выступавших против Росаса.
После битвы при Касеросе в 1852 году, в которой Хуан Мануэль де Росас потерпел поражение, он вернулся в страну и возглавил одну из оппозиционных группировок Хусто Хосе де Уркисе. Возглавив революцию 11 сентября 1852 года против Уркисы, Валентин Альсина был избран губернатором Буэнос-Айреса, но ушел в отставку после военного восстания.
Он председательствовал на учредительном собрании, которое одобрило первую провинциальную конституцию провинции Буэнос-Айрес, которая фактически отделилась от Аргентинской Конфедерации. В 1857 году он вновь был избран губернатором Буэнос-Айреса. Он открыл первую аргентинскую железную дорогу и торжественно вернул в страну останки своего бывшего лидера Бернардино Ривадавии. Он поддержал вторжение солдат партии Колорадо в Уругвай, которое закончилось гибелью всех лидеров вторжения.

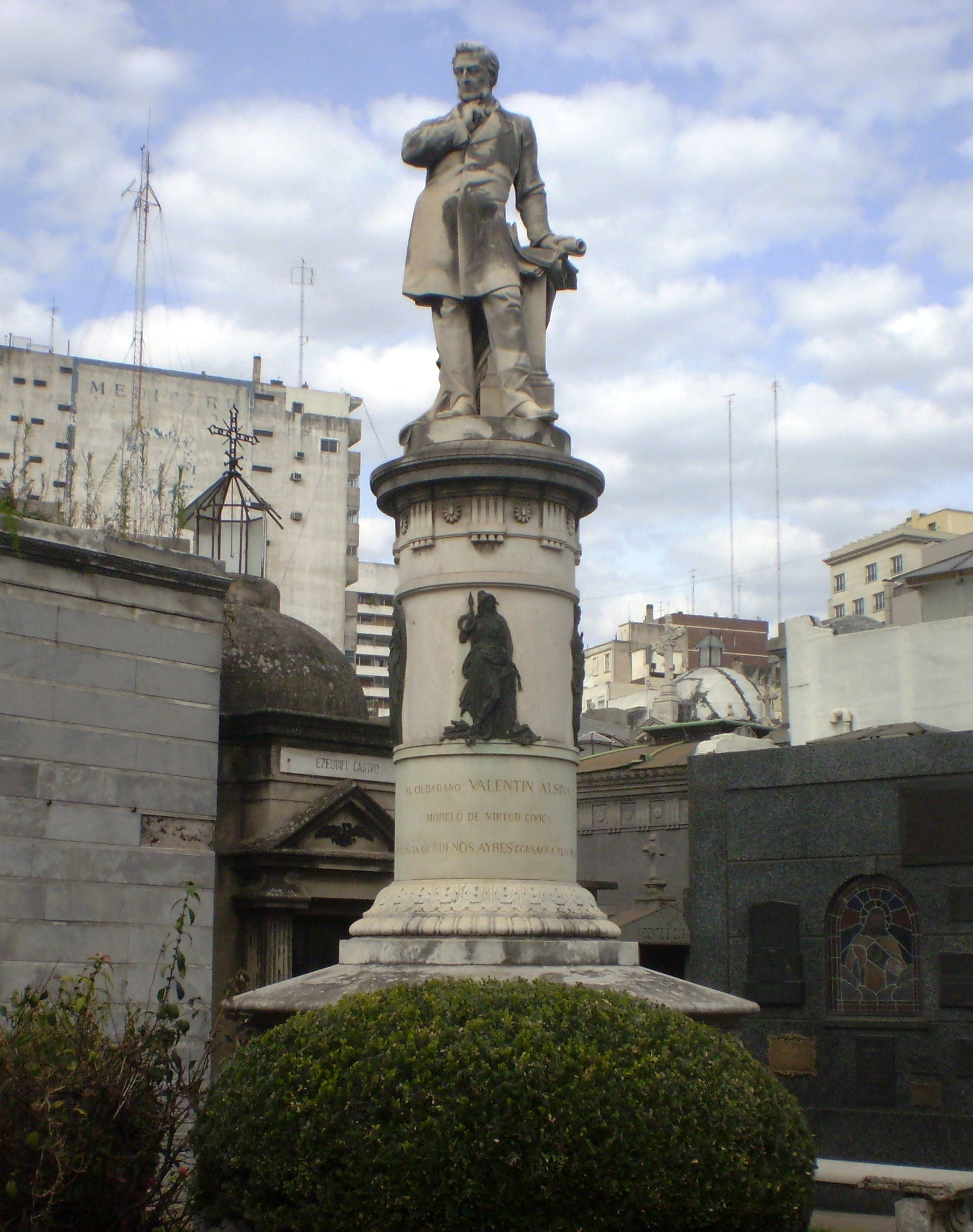
Памятник Валентину Альсине на кладбище Реколета

У него возник конфликт с Хусто Хосе де Уркисой, президентом Аргентинской Конфедерации, из-за экономических барьеров, которые оба правительства навязали друг другу, и вмешательства Буэнос-Айреса в беспорядки в провинции Сан-Хуан. Эти события вызвали большую политическую нестабильность во всем регионе и продолжались до тех пор, пока Уркиса не победил Бартоломе Митре в битве при Сепеде (1859) и не вынудил Альсину отказаться от поста губернатора.
После его отставки Бартоломе Митре предложил ему место в Верховном суде, но он отказался и вместо этого занял место в Национальном сенате.
Валентин Альсина скончался 6 сентября 1869 года в Буэнос-Айресе, вскоре после того, как принял присягу своего сына Адольфо Альсина во время церемонии вступления его в должность вице-президента Аргентины при президенте Доминго Фаустино Сармьенто. Его останки находятся на кладбище Реколета под памятником, вырезанным бельгийским скульптором Жаком де Брекелером.